# Carsten Lorange
Carsten Tank Lorange, född 1 juni 1915 i Oslo, död 22 augusti 1961 i Finska Lappland, (bosatt i Lidingö), var en norsk mytomspunnen fjällvandrare och flugfiskare. Han författade boken "Fluga i Vildmark" (Saxon & Lindström Förlag, 1959). Han var av franskt påbrå (av ätten L'Orange, Garonne). Han var även amatörfotograf.
Till yrket var han reklamtecknare, med utbildning från Oslo och Berlin, och kom till Stockholm efter den tyska ockupationen av Norge. Han avled den 22 augusti 1961, under en enmansexpedition efter guldfyndigheter vid Pöyrisälven i norra Finland. Dödsorsaken fastställdes vid obduktionen till kyla och svält.
Carsten Loranges liv och leverne var länge höljt i dunkel då han saknade efterlevande och i många stycken levde ett liv som ensamvarg. All känd information, Loranges ”kompletta biografi”, efterforskades och dokumenterades av Tommi Dahlström i början av 2000-talet. Ett flertal alster, artiklar o dyl, har publicerats såväl före som efter det att Dahlströms arbete offentliggjorts. De tidigare i form av ungdomliga fantasiskrifter och de senare som rena plagiat/kopieringar.
I läkaren Owe Landströms bok ”Där fiskestigen slutar” ligger fokus på Carsten Loranges sista vandring. Ambitionen är att försöka förstå förloppet fram till hans sista läger vid strömmen Tollakaskoski i Pöyrisjoki. Utifrån ett katastrofmedicinskt perspektiv analyseras obduktionsprotokoll, polisrapporter, väderdata, kartfelaktigheter, Loranges egna texter och dagboksnoteringar samt Dahlströms uppgifter. Yttre faktorer, tänkbara orsaker och händelseförlopp gås igenom. Landström konsulterar en framstående rättsmedicinare, intervjuar lokalbefolkning, besöker och beskriver den sista lägerplatsen. Carstens uppgivna sjukdom förblir oklar. Någon entydig förklaring till hur en erfaren fjällvandrare hamnar i en dödlig spiral ges ej.